# Айенгар, Беллур Кришнамачар Сундарараджа
Беллур Кришнамачар Сундарараджа Айенгар (англ. Bellur Krishnamachar Sundararaja Iyengar, хинди बेल्लूर कृष्णमचारी सुंदरराज अयंगार, канн. ಬೆಳ್ಳೂರ್ ಕೃಷ್ಣಮಾಚಾರ್ ಸುಂದರರಾಜ ಐಯಂಗಾರ್, более известен как Б. К. С. Айенгар санскр. बि.के.एस्. अय्यङ्गार् IAST: bi.ke.es. ayyaṅgār; 14 декабря 1918, Беллур, Колар, Майсур, Британская Индия — 20 августа 2014, Пуна, Индия) — основатель айенгар-йоги, реформатор системы хатха-йоги.
Айенгар преподавал и практиковал йогу более семидесяти лет и считался одним из самых выдающихся современных мастеров йоги в мире. Он написал много книг о философии и практике йоги, наиболее известными из которых являются «Light on Yoga», «Light on Pranayama» и «Light on the Yoga Sutras of Patanjali». Он также является автором нескольких фундаментальных текстов по йоге.
«Айенгар-йога» имеет миллионы последователей по всему миру.
В 1991 году Айенгар был награждён индийским орденом «Падма Шри», в 2002 году — орденом «Падма Бхушан», а в 2014 году — орденом «Падма Вибхушан».
В 2004 году Айенгар вошёл в список «Ста наиболее влиятельных людей года» по версии американского журнала «Time».

## Биография

### Ранние годы
Айенгар родился в бедной семье и детство его было трудным. Родная деревня Айенгара в Карнатаке, Беллур, во время его рождения сильно пострадала от пандемии испанского гриппа. В результате, Айенгар вырос слабым и больным, страдая от недоедания и таких болезней, как малярия, тиф и туберкулёз. Когда Айенгару было девять лет, умер его отец.
В возрасте пятнадцати лет, Айенгар переехал жить в Майсур к своему зятю, известному йогу Тирумалаю Кришнамачарье. Там он научился практиковать асаны, что заметно улучшило его здоровье. Вскоре он смог полностью поправить своё слабое здоровье.
В 1937 году Кришнамачарья отправил Айенгара в Пуну, преподавать йогу в спортклубе колледжа. В Пуне Айенгар совершенствовал свою практику, проводя по много часов в день обучаясь различным техникам и экспериментируя с созданием своих собственных. По мере того, как методы Айенгара совершенствовались, к нему приходило всё больше учеников и слава о нём начала распространяться по всей Пуне и за её пределы. В 1943 году братья Айенгара познакомили его с девушкой по имени Рамамани, на которой он и женился.

### Международное признание
В 1952 году Айенгар познакомился и подружился с известным скрипачом Иегуди Менухиным, который помог ему отправиться преподавать йогу в Европу: Англию, Францию, Швейцарию и другие страны. Впервые в истории большое количество западных людей познакомились с практикой йоги. Постепенно йога приобрела на Западе большую известность, в чём немалая заслуга Айенгара.
В 1966 году была опубликована книга Айенгара на английском языке «Light on Yoga» («Прояснение йоги»), которая была переведена на 17 языков, в том числе на русский, и стала международным бестселлером. Эта книга, которую часто называют «Библией йоги», сыграла важную роль в популяризации йоги во всём мире. В книге автор изложил подробное описание двухсот асан йоги, десяти пранаям и двух бандх, а также дал своё собственное определение основных терминов из «Йога-сутра» Патанджали.
Затем Айенгар написал книги о пранаяме (науке правильного дыхания) и других аспектах философии йоги. В общей сложности, Айенгар является автором четырнадцати книг.
В 1975 году Айенгар основал в Пуне «Мемориальный институт йоги Рамамани Айенгара», посвятив его памяти своей умершей жены. В 1984 году он официально прекратил преподавание йоги, но продолжает быть активным в мире айенгар-йоги, занимаясь написанием книг.
Дочь Айенгара Гита и сын Прашант также получили известность как учителя айенгар-йоги.
В 2005 году Айенгар посетил США, где презентовал свою новую книгу, «Light on Life» англ. — «Свет Жизни»), и дал специальный курс йоги на конференции в штате Колорадо, организованной «Yoga Journal».
Айенгар дважды посетил Россию — первый раз в 1989 году, второй раз в 2009 году.
Айенгар умер 20 августа 2014 года в частном госпитале в Пуне.